# Національний парк Хакусан
Національний парк Хакусан (яп. 白山国立公園, Hakusan Kokuritsu Kōen) — національний парк у регіоні Тюбу на острові Хонсю, Японія. Заснований у 1962 році, він охоплює кордони префектур Фукуй, Ґіфу, Ісікава та Тояма. Його головною географічною ознакою є гора Хаку. У 1980 році територія площею 480 км², що відповідає національному парку, була визначена ЮНЕСКО як біосферний заповідник.

## Історія
У 1955 році парк був спочатку названий Квазінаціональний парк Хакусан (яп. 白山国定公園, Hakusan Kokutei Kōen). Він отримав повний статус національного парку в 1962 році.

## Флора і фауна
Рослинність парку коливається від теплої помірної до альпійської зон. Підніжжя гір вкрите хвойними лісами, серед яких переважають ялиці, сосни та японський кедр. Наявні листяні ліси та рідколісся, де переважають монгольський дуб і японський бук. На більших висотах є відкриті ландшафти.
Хакусан є домівкою для беркута, гірського орла-чубаня та кількох більших видів ссавців, типових для Японських островів, таких як Макак японський, азіатський чорний ведмідь, японський сероу та японський олень.

## Цікаві місця
Акаусагі (яп. 赤兎山), Хакусан, Хейсен-дзі Хакусан Дзіндзя (яп. 平泉寺白山神社), Хякуйо водоспад (яп. 百四丈滝), Гори Кьо (яп. 経ヶ岳), Сірамідзу водоспад (яп. 白水滝).

## Сусідні муніципалітети
- Фукуй: Оно, Кацуяма
- Ґіфу: Ґудзьо, Такаяма, Сіракава, Ґіфу
- Ісікава: Хакусан
- Тояма: Нанто[6]